# Up Helly Aa (Halt and Catch Fire)
Up Helly Aa is de negende aflevering van de televisieserie Halt and Catch Fire. De episode werd geregisseerd door Terry McDonough. Up Helly Aa werd in de Verenigde Staten voor het eerst uitgezonden op 27 juli 2014.

## Verhaal
Joe, Cameron, Gordon en Donna rijden richting Las Vegas, waar ze de Giant willen voorstellen op COMDEX. In het hotel duiken echter meteen problemen op. De hotelmanager heeft hun reservatie geschrapt omdat de kredietkaart van Cardiff Electric geblokkeerd werd omwille van het fraudeonderzoek rond Bosworth.
Gordon ontdekt dat twee broers die in het verleden al eens aan COMDEX hebben deelgenomen, opnieuw aanwezig zijn. Samen met Joe besluit hij hun presentatie van Protonix Printers bij te wonen. Na de niet zo succesvolle voorstelling doet Joe zich voor als een verkoper van IBM. Hij bluft dat hun printer geen toekomst heeft, omdat IBM plannen heeft voor een gelijkaardig product. De broers geloven Joe en denken daardoor dat ze niets meer te zoeken hebben op COMDEX. Joe stelt voor om de kosten van de twee broers te dekken, in ruil voor hun hotelkamer.
Cameron en Donna krijgen op de beurs te horen dat hun stand helemaal achteraan ligt. Om de aandacht van alle bezoekers te trekken, spuit Cameron met graffiti een mysterieuze slogan en het nummer van hun hotelkamer op de muur van hun beursstand.
Terwijl steeds meer nieuwsgierigen in de hotelkamer van het viertal opduiken, proberen Gordon en Donna haastig een hardwareprobleem op te lossen. Maar de aanwezigen worden al snel ongeduldig en dus besluit Joe om de Giant voor te stellen, hoewel het probleem nog steeds niet is opgelost. De draagbare computer wordt op veel gejuich onthaald. Niemand komt echter te weten dat de computer niet kan opstarten, omdat Joe met een gedreven verkoperspraatje en vier gezelschapsdames voor voldoende afleiding zorgt.
Cameron leert tijdens het feestje in hun hotelkamer enkele leeftijdsgenoten van het bedrijf Xerox kennen. Eén van hen raadt haar aan om naar Californië te verhuizen. De volgende dag stelt ze het idee voor aan Joe.
Op COMDEX hoort Donna plots een bekende stem. Het is haar vroegere collega Hunt Whitmarsh. Samen met haar buurman Brian Braswell, die ooit door Gordon ontslagen werd bij Cardiff Electric, stelt hij aan het publiek een draagbare computer voor. Het is duidelijk dat hun product, genaamd The Slingshot, gebaseerd is op de Giant van Cardiff Electric. Donna voelt zich bedrogen en gaat haar vroegere collega te lijf.
Gordon confronteert Donna met wat er net gebeurd is en vraagt of ze seks heeft gehad met Hunt. Ze bekent dat ze hem een keer gekust heeft. Vervolgens maken de twee ruzie over hun huwelijk. Niet veel later krijgt Gordon van Joe te horen dat de The Slingshot sneller en goedkoper is dan The Giant. Daardoor maken ze geen kans meer om een grote koper te vinden.
Als een gevolg van die informatie besluit Gordon om het interactief besturingssysteem van Cameron te vervangen door MS-DOS. De Giant wordt daardoor sneller dan The Slingshot. Cameron is erg aangedaan door die beslissing en vraagt aan Joe om in te grijpen. Wanneer Joe met pijn in het hart de kant van Gordon kiest, loopt Cameron huilend naar buiten.
Joe en Gordon stellen de Giant voor aan het grote publiek. Omdat hun draagbare computer dankzij Gordons ingreep sneller is dan die van hun concurrenten, kunnen ze na hun voorstelling op de interesse rekenen van ComputerLand. Een medewerker van het bedrijf sluit een deal met Joe.
Hoewel Donna, Gordon en Joe er zijn in geslaagd om de Giant verkopen, heerst er door het vertrek van Cameron een begrafenissfeer in hun hotelkamer. Joe wandelt weg en merkt plots enkele mensen in een andere hotelkamer op. Hij wandelt de door kaarsen verlichtte kamer binnen en ziet hoe de eerste Macintosh wordt voorgesteld. Tot zijn grote verbazing kan de computer praten.

## Cast
- Lee Pace - Joe MacMillan
- Scoot McNairy - Gordon Clark
- Mackenzie Davis - Cameron Howe
- Kerry Bishé - Donna Clark
- Scott Michael Foster - Hunt Whitmarsh
- Lou Taylor Pucci - Heath
- Lenny Jacobson - Donnie Manning
- Barak Hardley - Petey Manning
- Will Greenberg - Brian Braswell
- David De Vries - Dennis Cummings

## Titelverklaring
Op weg naar Las Vegas legt Joe aan de rest van het gezelschap uit wat Up Helly Aa is. Hij verklaart dat het een festival is op de Shetlandeilanden. Deelnemers verkleden zich als Vikingen en nemen het in groepen tegen elkaar op. De winnaars mogen als beloning een reusachtig houten schip in brand steken. In de volgende aflevering, getiteld 1984, steekt Joe zelf een bestelwagen in brand.

## Culturele en historische verwijzingen
- De aflevering bevat de nummers "Psycho Killer" van Talking Heads, "Sex (I'm A...)" van Berlin, "Heart Of The City" van Dr. Feelgood, "Space Age Love Song" van A Flock of Seagulls, "Fascination" van The Human League, "Heart of the City" van Nick Lowe en "Blister In the Sun" van Violent Femmes.
- Joe onderhandelt in de aflevering met een verkoper van de winkelketen ComputerLand. Voorheen was het bedrijf ook bekend onder de naam Computer Shack.
- In de laatste scène wordt de eerste Macintosh van Apple voorgesteld.
- The Giant (Nederlands: de reus) en The Slingshot (Nederlands: de katapult) zijn verwijzingen naar het Bijbelverhaal van David en Goliath.
- Cameron vermeldt in een gesprek de Californische muziekgroep Grateful Dead.